# New Super Lucky's Tale
New Super Lucky's Tale é um jogo de plataforma de 2019 desenvolvido e publicado pela Playful Studios. É um remake aprimorado de Super Lucky's Tale de 2017, também desenvolvido pela Playful Studios e publicado pela Microsoft Studios. Lançado inicialmente para Nintendo Switch em novembro de 2019, foi posteriormente lançado para Microsoft Windows, Xbox One e PlayStation 4, em agosto de 2020. O jogo recebeu críticas geralmente positivas, com críticos elogiando suas melhorias em relação ao original.

## Jogabilidade
New Super Lucky's Tale é um jogo de plataforma no qual os jogadores controlam Lucky enquanto ele viaja por muitos mundos diferentes contidos em um artefato conhecido como Livro das Eras. Cada mundo é apresentado com seu próprio hub que pode ser explorado e percorrido dentro de um espaço 3D de maneira não linear. Cada mundo apresenta níveis onde Lucky limpa vários objetivos e procura segredos para coletar páginas que contêm um emblema de trevo, que concede acesso a uma luta de chefe envolvendo um membro da facção vilã do jogo, a Kitty Litter, e permite que os jogadores progridam para o próximo mundo em sua conclusão. Certos níveis colocam Lucky em um ambiente de rolagem lateral 2D e, ocasionalmente, esses níveis têm Lucky se movendo em uma direção constante, com foco em reflexos rápidos ao desviar de obstáculos que aparecem na tela por meio de saltos ou escavações. Outros níveis apresentam quebra-cabeças deslizantes e quebra-cabeças de bolinhas de gude onde Lucky é encolhido e contido em uma bola de bolinhas de gude; o jogador deve inclinar o palco e navegar com sucesso em Lucky para progredir. Lucky pode despachar inimigos passando-os com o rabo ou pular sobre eles. Os jogadores podem vestir Lucky com uma variedade de roupas compradas usando moedas coletadas em cada nível.

### Novas funcionalidades
New Super Lucky's Tale apresenta uma história reformulada, juntamente com um elenco expandido de personagens para os jogadores interagirem; uma câmera totalmente giratória que pode ser ampliada ou reduzida empurrando para cima e para baixo no analógico direito; e níveis projetados em torno da implementação de controles mais rígidos. A ordem de execução dos mundos que os jogadores encontram ao longo da narrativa foi alterada com a integração do conteúdo para download (DLC) de Gilly's Island como um dos cinco mundos principais do jogo. Alguns mundos centrais foram atualizados e renomeados, enquanto a estética e o conteúdo de vários níveis foram alterados ou redesenhados em sua totalidade. Foxington, um mundo contendo estágios de desafio que fazia parte do DLC Guardian Trials em Super Lucky's Tale, também está incluído e desbloqueado após a conclusão do jogo principal.

## Enredo
O esboço do enredo de New Super Lucky's Tale é vagamente baseado no Super Lucky's Tale original, onde Lucky Swiftail embarca em uma missão para ajudar sua irmã Lyra, membro da Ordem dos Guardiões, a proteger o Livro das Eras, dentro do qual existem mundos e personagens inteiros. New Super Lucky's Tale inclui uma história de fundo adicional sobre outros membros da família de Lucky, que incluem seus pais e irmão, que pertencem à Ordem dos Guardiões.
A feiticeira Jinx é uma Guardiã e amiga íntima do pai de Lucky, Liam. Quando seu mundo inexplicavelmente desaparece, deixando ele e seus filhos como seus únicos sobreviventes, ele trai e bane os outros Guardiões para mundos desconhecidos em uma tentativa de reivindicar o Livro das Eras para si mesmo. Os poucos guardiões restantes, incluindo Lyra e Lucky, fogem com o Livro e evitam a Ninhada de Gatinhos por anos até que finalmente são encurralados no mundo natal de Lucky, Foxington. O Livro das Eras reage à magia de Jinx espalhando suas páginas e puxando a Ninhada de Gatinhos e Lucky para si.
Com a ajuda e orientação oferecidas pelos amigos que encontra dentro do Livro, Lucky coleta as páginas que faltam para reabrir os portais para os outros mundos. Ao longo do caminho, ele enfrenta membros da Kitty Litter, incluindo Master Mittens, um gato estratégico capaz de se teletransportar; Tess, a funileira, uma cientista hiperinteligente, mas frenética; General Buttons, um gato anormalmente pequeno e batalhador; Tenente Fluffinstuff, ajudante pouco inteligente, mas fisicamente imponente de Buttons; e Lady Meowmalade, uma influenciadora tóxica de mídia social.
Quando Lucky chega ao Castelo de Jinx, Lyra aparece e pede que ele lhe dê o Livro das Eras, mas isso é revelado como uma ilusão por Jinx. Ele rouba o livro e explica que permitiu que Lucky reunisse as páginas em seu nome, com a intenção de usá-lo para reescrever a história. Lucky luta e derrota Jinx, que está preso junto com seus filhos, e se reúne com Lyra e os Guardiões em Foxington. No conteúdo pós-jogo, Lucky realiza os testes para se tornar um Guardião e é formalmente introduzido na ordem. Em outro lugar, é revelado que Mittens escapou da captura e liberta sua família com a ajuda de Lucas, o irmão desaparecido de Lucky e Lyra.

## Desenvolvimento e lançamento
New Super Lucky's Tale é um remake do Super Lucky's Tale original. A Playful Studios disse que Super Lucky's Tale foi "reconstruído do zero", com melhorias introduzidas na maioria dos aspectos do jogo original. A Playful Studios sustentou que, como resultado, New Super Lucky's Tale é "essencialmente um novo jogo" em oposição a uma remasterização. O DLC anterior lançado para Super Lucky's Tale está totalmente incorporado à narrativa de New Super Lucky's Tale.
No Super Lucky's Tale original, Lucky corre de quatro. Os desenvolvedores mudaram a animação de corrida de Lucky para New Super Lucky's Tale e explicaram que, embora apreciassem a estética original, o movimento de Lucky como um personagem bípede foi considerado mais preciso e agradável de manusear devido aos controles do jogo retrabalhados.
O diretor criativo do jogo, Dan Hurd, disse que os desenvolvedores estão abertos à ideia de uma sequência e expressaram interesse em implementar ideias não utilizadas caso tal projeto seja perseguido: por exemplo, havia protótipos iniciais em que Lucky tinha um personagem companheiro. Hurd indicou que uma sequência em potencial deve oferecer experiências fundamentalmente novas, em vez de mais do mesmo.

## Recepção
New Super Lucky's Tale recebeu críticas "geralmente favoráveis" em todas as plataformas de console, de acordo com o agregador de críticas Metacritic.
Em sua análise para o Nintendo World Report, John Rairdin considerou o Nintendo Switch uma plataforma mais apropriada para um jogo que ele considerava "o exclusivo mais estranho do Xbox One". Para Rairdin, o conteúdo existente foi aprimorado e parecia novo. Ele listou a apresentação do jogo, plataformas 3D e conteúdo adicional da história como seus pontos fortes, enquanto seus poucos pontos fracos incluem esquemas de controle para os estágios 2D e problemas leves de desempenho.
Chris Scullion, da Nintendo Life, resumiu que New Super Lucky's Tale é uma "porta sólida de um jogo de plataforma subestimado com uma câmera muito melhorada. É um pouco curto e pode não ser um grande desafio para os jogadores mais experientes - e se você já o possui no Xbox One, realmente não há 'novidade' suficiente aqui para justificar uma segunda compra - mas o que faz valer a pena dar uma olhada é sua incrível capacidade de fazer você sorrir, e isso é algo que não pode ser esquecido, especialmente nos tempos modernos".
John Cal McCormick deu uma crítica positiva: ele achou o jogo "implacavelmente alegre" na "duração certa" e se divertiu com a opção de vestir Lucky como Indiana Jones, mas desaprovou as telas de carregamento excessivas, bem como as cenas que não podem ser ignoradas ao repetir os níveis.
A Gamespew deu à versão Switch uma revisão média, enquanto a versão Xbox One foi analisada mais favoravelmente, com o revisor Kim Snaith observando que a última versão não tinha o "soluço de desempenho ocasional" do lançamento do Switch.

## Ligações Externas
- New Super Lucky's Tale
- New Super Lucky's Tale — Before & After no canal oficial do Youtube da Playful Studios